# Потапово (Енисейский район)
Потапово — село в Енисейском районе Красноярского края России. Административный центр и единственный населённый пункт Потаповского сельсовета.

## География
Село находится в юго-восточной части района, на правом берегу реки Енисей, вблизи места впадения в него реки Зырянки, на расстоянии приблизительно 2 километров (по прямой) к востоку от города Енисейска, административного центра района. Абсолютная высота — 77 метров над уровнем моря.
Климат
Климат характеризуется как резко континентальный, с морозной продолжительной зимой. Средняя температура самого тёплого месяца (июля) составляет 24,4 °С (абсолютный максимум — 37 °С). Средняя температура самого холодного месяца (января) — −27,7 °С (абсолютный минимум — −59 °С). Среднегодовое количество атмосферных осадков составляет 460 мм. В тёплый период года (с апреля по октябрь) выпадает около 77 % осадков.
Часовой пояс
Село Потапово находится в часовой зоне МСК+4. Смещение применяемого времени относительно UTC составляет +7:00.

## История
Основано в 1500 году. По данным 1926 года в населённом пункте имелось 14 хозяйств и проживало 69 человек (32 мужчины и 37 женщин). В национальном составе населения того периода преобладали русские. В административном отношении входило в состав Прутовского сельсовета Енисейского района Красноярского округа Сибирского края.

## Население
| 2010 | 2012 | 2013 | 2014 | 2015 | 2016 | 2017 |
| ---- | ---- | ---- | ---- | ---- | ---- | ---- |
| 702  | ↘672 | ↘633 | ↘616 | ↘595 | ↘585 | ↘568 |

Гендерный состав
По данным Всероссийской переписи населения 2010 года в гендерной структуре населения мужчины составляли 51,3 %, женщины — соответственно 48,7 %.
Национальный состав
Согласно результатам переписи 2002 года, в национальной структуре населения русские составляли 88 % из 702 человек.

## Улицы
Уличная сеть села состоит из одиннадцати улиц и двух переулков.